# Édouard Rod

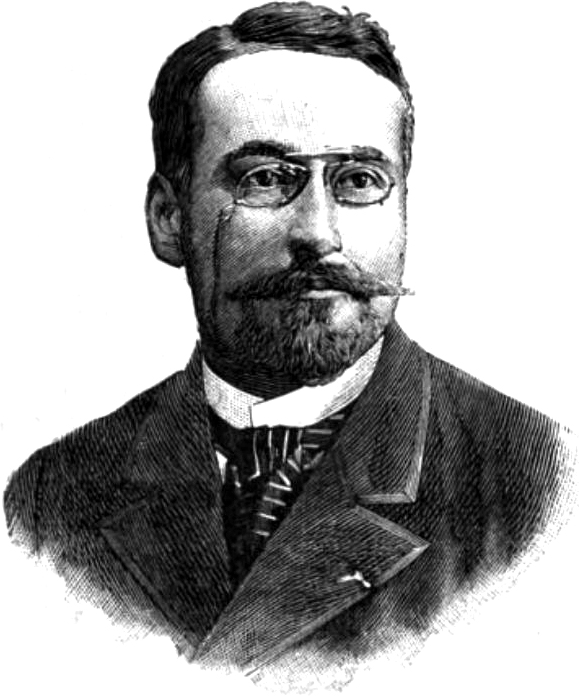
Édouard Rod.

Édouard Rod, född den 31 mars 1857 i Nyon (kantonen Vaud), död den 29 januari 1910 i Grasse, var en schweizisk-fransk författare.
Rod studerade filologi i Lausanne, Bonn och Berlin, kom därefter 1878 till Paris, där han först anslöt sig till naturalismen och väckte uppseende med en panegyrisk broschyr À propos de l'Assommoir (1879) och Les allemands (1880) samt redigerade i några år i Paris "La revue contemporaine"; samtidigt skrev han romaner i den naturalistiska stilen, såsom Palmyre Veulard (1881), La chute de miss Topsy (1882) med flera numera bortglömda. År 1887 återvände han till Schweiz som professor i jämförande litteraturhistoria vid universitetet i Genève. År 1892 återflyttade han till Paris. Redan dessförinnan hade han under inflytande av wagnerismen, prerafaelismen, Schopenhauer och den ryska romanen brutit med naturalismen, uppträdde som representant för "l'intuitivisme" och gjorde sig bemärkt genom en serie tungsinta och djupa själsanalyser, av vilka den första var La course à la mort (1885), som följdes av Les sens de la vie, ett av hans mest lästa arbeten (1889; "Lifvets mening", 1890; prisbelönt av Franska akademien), Les trois coeurs (1890) och La sacrifiée (1892; "Offret", samma år). Därefter följde de mera rent psykologiska och mindre abstrakt metafysiska romanerna La vie privée de Michel Teissier (1893), La seconde vie de Michel Teissier (1894), Michel Teissier (samma år), Les roches blanches (1895; "Hvita klipporna", 1896), Dernier refuge (1895), Là-haut (1897), Le ménage du pasteur Naudié (1898), Au milieu du chemin (1900) med flera, intressanta genom sin belysning av tidens själsfenomen. Det bästa han skrivit anses dock vara novellen Le silence (1894). Rod uppträdde även som en distingerad och idérik kritiker med arbeten som Wagner et l'esthétique allemande (1886), Giacomo Leopardi (1888), Les idées morales du temps présent (1891), Dante (samma år), Stendhal (samma år), Lamartine (1893), Essai sur Goethe (1898), Nouvelles études sur le XIX:e siècle (samma år). Av självbiografiskt innehåll är Mes débuts dans les lettres (i "L'Illustration nationale suisse", 1889–90).